# ヴィルヘルム・シュトゥッカート
ヴィルヘルム・シュトゥッカート（ドイツ語: Wilhelm Stuckart、1902年11月16日 - 1953年11月15日)は、ドイツ国の法律家、政治家。ドイツ内務省次官。ヴァンゼー会議の出席者の一人。親衛隊大将。

## 概要
ヴィースバーデン出身。1919年にフランツ・フォン・エップ率いるドイツ義勇軍に参加。1922年からミュンヘンやフランクフルト・アム・マインの大学で法学を学ぶ。1922年12月に国家社会主義ドイツ労働者党に入党（党員番号378,144）。弁護士となり、ナチ党の法律アドバイザーの一人となる。1928年に法学博士号を取得。1932年から突撃隊（SA）の隊員となる。
ナチス政権誕生後にはプロイセン文化省、ドイツ教育省、そしてドイツ内務省に勤務した。1935年には反ユダヤ主義法「ニュルンベルク法」の作成に携わる。1936年には親衛隊大佐、ドイツ法律アカデミー会員、行政法委員会議長となり、1944年までに親衛隊大将となっている。
1938年4月1日、ドイツ内務省で内相ヴィルヘルム・フリックの次官となる。1942年1月に内務省の代表でラインハルト・ハイドリヒの主宰したヴァンゼー会議に出席している。1943年にハインリヒ・ヒムラーが内相となった後も次官の地位を保持した。1945年4月下旬にはヒムラーはアドルフ・ヒトラーの命令で全官位を剥奪された。ヒトラーは自殺にあたっての遺言でパウル・ギースラー（バイエルン州首相・ミュンヘン大管区指導者）をヒムラーの後継内相に指名していた。しかし、大統領となったカール・デーニッツは、シュトゥッカートをデーニッツのフレンスブルク政府の内相に任じた。
第二次世界大戦後、ニュルンベルク継続裁判の一つ大臣裁判にかけられた。懲役3年10カ月の判決を受けたが、すでにそれ以上の期間拘留されていたので判決後に釈放された。1953年11月にハノーファーの近くで「交通事故」にあって死亡した。モサドによる暗殺だったといわれる。

## その他
- テレビ映画『謀議』ではコリン・ファースがシュトゥッカートを演じた。
- 映画『ヒトラーのための虐殺会議』ではゴーデハルト・ギーゼ（英語版、ドイツ語版）が演じた。

| 公職                      | 公職                    | 公職   |
| ------------------------- | ----------------------- | ------ |
| 先代 ハインリヒ・ヒムラー | ドイツ国内務大臣 1945年 | 次代 - |